# Bene Darom
Bene Darom (hebr. בני דרום) – moszaw położony w samorządzie regionu Chewel Jawne, w Dystrykcie Centralnym, w Izraelu.
Leży na nadmorskiej równinie w północno-zachodniej części pustyni Negew, w otoczeniu miasta Aszdod, moszawów Nir Gallim, Ben Zakkaj, Kefar Awiw i Gan ha-Darom, oraz kibucu Kewucat Jawne.

## Historia
Moszaw został założony w 1949 przez żydowskich osadników, którzy zostali ewakuowani z zajętego podczas wojny o niepodległość w 1948 przez Egipcjan kibucu Kefar Darom w Strefie Gazy. Dołączyła do nich grupa imigrantów ze Stanów Zjednoczonych.

## Kultura i sport
W moszawie znajduje się ośrodek kultury i sportu, przy którym są korty tenisowe oraz kryty basen pływacki.

## Gospodarka
Gospodarka moszawu opiera się na intensywnym rolnictwie i sadownictwie.
Kad Bene Darom jest jedną z trzech największych fabryk marynat w Izraelu. Produkuje ona oliwę z oliwek, marynowane warzywa, różnorodne pasty, suszone pomidory oraz przystawki warzywne. Ich produkty są sprzedawane w Izraelu, USA, Kanadzie, Australii i Europie.

## Komunikacja
Przy wschodniej granicy moszawu przebiegają Autostrada nr 4 (Erez-Rosz ha-Nikra) i droga ekspresowa nr 42 (Aszdod-Riszon le-Cijjon), brak jednak możliwości bezpośredniego wjazdu na nie. Z moszawu wychodzi w kierunku północnym lokalna droga, którą można wjechać na drogę ekspresową nr 41 (Aszdod-Gedera).